# チェロソナタ第2番 (サン＝サーンス)
チェロソナタ第2番 (Deuxième Sonate pour Violoncelle et Piano) ヘ長調 作品123は、カミーユ・サン＝サーンスによる2番目のチェロソナタである。1905年に作曲され、同年に出版された。初演も同年の4月に、ジョゼフ・オルマンとサン＝サーンスによって行われている。
演奏機会は多くないが、円熟した作曲技術と個性的な表現が盛り込まれた力作であり、サン＝サーンス自身は第1番よりも高く評価していた。作曲者が完成直後に出版者ジャック・デュランに送った手紙には、「このいまいましいソナタがやっと仕上がりました！ これが受け入れられるか、受け入れられないか、それが問題です」とある。

## 構成
第1楽章
マエストーソ・ラルガメンテ、ヘ長調、4/4拍子。ソナタ形式。速度指定はゆったりしているが、細かい音符が多いため聴いたところの印象はエネルギッシュで快活なものである。複符点音符を多く含む第一主題は、フランス風序曲の響きを暗示する。
第2楽章
スケルツォ・コン・ヴァリアツィオーニ。アレグロ・アニマート、ニ短調、6/8拍子。表題の通り、スケルツォと変奏曲の要素を併せ持つ楽章である。ピアノのユニゾンで提示される主題に8つの変奏が続く。途中にはフガートの形をとる変奏もある。
第3楽章
ロマンツァ。ポコ・アダージョ、ヘ長調、4/4拍子。チェロとピアノが表情豊かに歌う、充実した緩徐楽章。4度上昇のモチーフが支配的である。サン＝サーンスは上記の手紙に「アダージョは繊細な人々に涙を流させるでしょう」と書いている。
第4楽章
アレグロ・ノン・トロッポ・グラツィオーゾ、ヘ長調、3/4拍子。サン＝サーンスが「最後の楽章は、前の楽章で眠ってしまった皆の目を覚まさせるでしょう」と書いたフィナーレ。チェロとピアノ双方に高度な技術が要求されるが、音楽的にはむしろ落ち着きと優雅さが感じられる。